# Youssef Chippo
Youssef Chippo (Boujad, Marruecos, 10 de mayo de 1973) es un ex-futbolista marroquí, que se desempeñó como mediocampista y que militó en diversos clubes de Marruecos, Catar, Portugal, Inglaterra y Atlético Fátima.

## Clubes
| Club          | País       | Año         |
| ------------- | ---------- | ----------- |
| KAC Kenitra   | Marruecos  | 1991 - 1995 |
| Al-Arabi SC   | Catar      | 1995 - 1997 |
| FC Porto      | Portugal   | 1997 - 1999 |
| Coventry City | Inglaterra | 1999 - 2003 |
| Al-Sadd SC    | Catar      | 2003 - 2005 |
| Al-Wakrah SC  | Catar      | 2005 - 2006 |

## Selección nacional
Ha sido internacional con la Selección de fútbol de Marruecos; donde jugó 62 partidos internacionales y ha anotado 8 goles por dicho seleccionado. Incluso participó con su selección, en 1 Copa Mundial. La única Copa del Mundo en que Chippo participó, fue en la edición de Francia 1998, donde su selección quedó eliminado en la primera fase.